# Marguerite Houston
Marguerite Houston (ur. 11 lipca 1981 w Brisbane) – australijska wioślarka.

## Osiągnięcia
- Mistrzostwa Świata – Sewilla 2002 – czwórka podwójna wagi lekkiej – 1. miejsce[1].
- Mistrzostwa Świata – Mediolan 2003 – czwórka podwójna wagi lekkiej – 3. miejsce[1].
- Mistrzostwa Świata – Gifu 2005 – dwójka podwójna wagi lekkiej – 6. miejsce[1].
- Mistrzostwa Świata – Eton 2006 – dwójka podwójna wagi lekkiej – 2. miejsce[1].
- Mistrzostwa Świata – Monachium 2007 – dwójka podwójna wagi lekkiej – 1. miejsce[1].
- Igrzyska Olimpijskie – Pekin 2008 – dwójka podwójna wagi lekkiej – 8. miejsce[1].